# Африкански рог
Африканският рог е голям полуостров в Източна Африка, известен и като Сомалийски полуостров. Той заема най-източната част на континента, като тук се намира най-източната точка на Африка – нос Рас Хафун. Вдава се на около 900 km в Индийския океан, като на север се мие от водите на Аденския залив. Условно за западна граница на полуострова се приема меридиана 43° и.д. В тези си граници площта му е около 750 000 km². На него са разположени почти цялата територия на Сомалия, източната част на Етиопия и югоизточната част на Джибути. Голяма част от площта му е заета от стъпаловидно плато с височина от 500 до 1500 m. В северната му част, покрай брега на Аденския залив се издига планината Уарсанджели-Миджуртина с връх Шимбирис (2416 m). В южните му райони климатът е субекваториален, а в северните – тропичен. Годишната сума на валежите варира от 100 mm на изток до 600 mm и повече на север и юг. С изключение на двете постоянни реки Джуба и Шебеле, протичащи в южната му част, всички останали са временни водотоци. Крайбрежните райони са заети от пустини и акациеви полупустини, а вътрешното плато – от типични савани с редки бодливи храсти и дървета.